# Макаров, Виталий Валерьевич
Виталий Валерьевич Макаров (23 июня 1974 года, Тегульдет, Томская область) — российский дзюдоист, чемпион мира 2001 года и вице-чемпион Олимпийских игр 2004 года. Заслуженный мастер спорта. Член президиума Федерации дзюдо России.

## Биография
Тренером спортсмена был Александр Миллер.
Победитель первенства мира среди юниоров (1994), серебряный призёр первенства Европы среди юниоров (1994). Бронзовый призёр Кубка Европы (1997). Серебряный (2000) и бронзовый (1999) призёр чемпионатов Европы. Чемпион мира-2001 (Мюнхен), серебряный (1999) и бронзовый (2003) призёр чемпионатов мира. Участник Олимпийских игр (2000). Двукратный победитель клубного Кубка Европы (2001, 2002) в составе команды «Явара-Нева» (Санкт-Петербург). Победитель командного турнира «Кубок тысячелетия» (2001, Будапешт) в составе сборной России. Победитель и призёр многих международных турниров категории «А». Чемпион России 1995, 1997, 1998, 2000, 2003 годов. В 2001 году признан «Человеком года» в Челябинске в номинации «Спорт». Первый тренер — Александр Ашкинази. Тренеры — заслуженные тренеры России Александр Миллер и Вячеслав Тихонов.
Директор тренерского штаба сборных России по дзюдо, Заслуженный тренер России.

## Награды
- Орден Дружбы (12 октября 2022) — за вклад в развитие физической культуры и популяризацию отечественного спорта[7]